# ブリス島
ブリス島(ブリスとう、ロシア語: Остров Блисса)は北極海の一部であるバレンツ海に位置するロシア連邦領ゼムリャフランツァヨシファにある島である。1899年にアメリカ合衆国のジャーナリスト、ウォルター・ウェルマンにより発見された。アメリカ陸軍参謀総長を務めたタスカー・H・ブリス(1853-1930)が島名の由来。